# Phyllachora hieronymi
Phyllachora hieronymi är en svampart som beskrevs av Henn. 1895. Phyllachora hieronymi ingår i släktet Phyllachora och familjen Phyllachoraceae.   Inga underarter finns listade i Catalogue of Life.